# Variaciones Op. 44 (Beethoven)

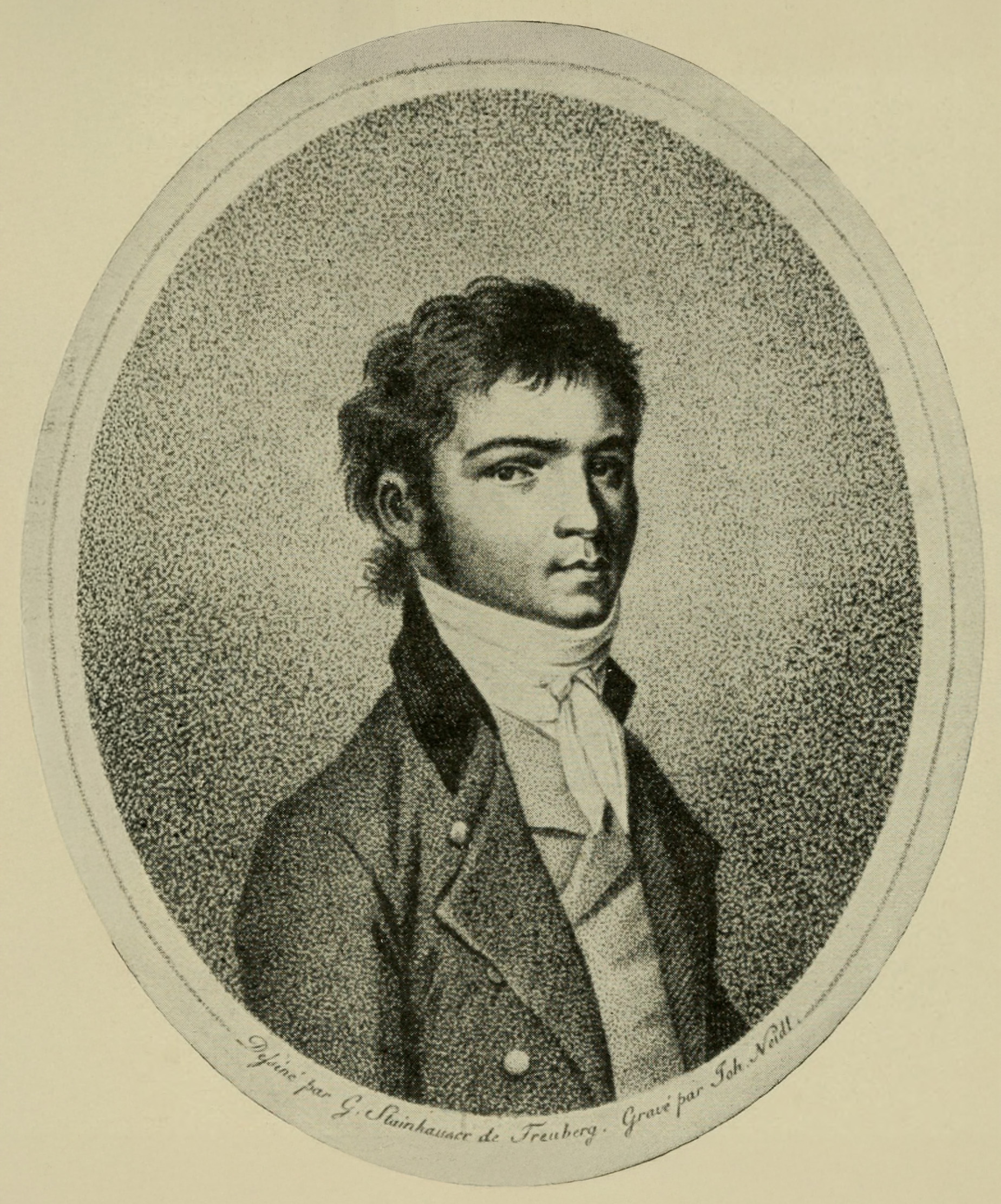
Beethoven en 1796.

Las Variaciones en mi bemol mayor, Op. 44, también conocidas como Catorce variaciones sobre "Ja, ich muss mich von ihr scheiden" o Trío para piano n.º 10 en mi bemol mayor, son una serie de catorce piezas camerísticas para piano, violín y violonchelo (trío para piano) compuestas por Ludwig van Beethoven hacia 1792. El tema en el que se basan estas variaciones es el aria "Ja, ich muss mich von ihr scheiden" perteneciente a la ópera Das rote Käppchen de Carl Ditters von Dittersdorf.

## Historia

### Composición

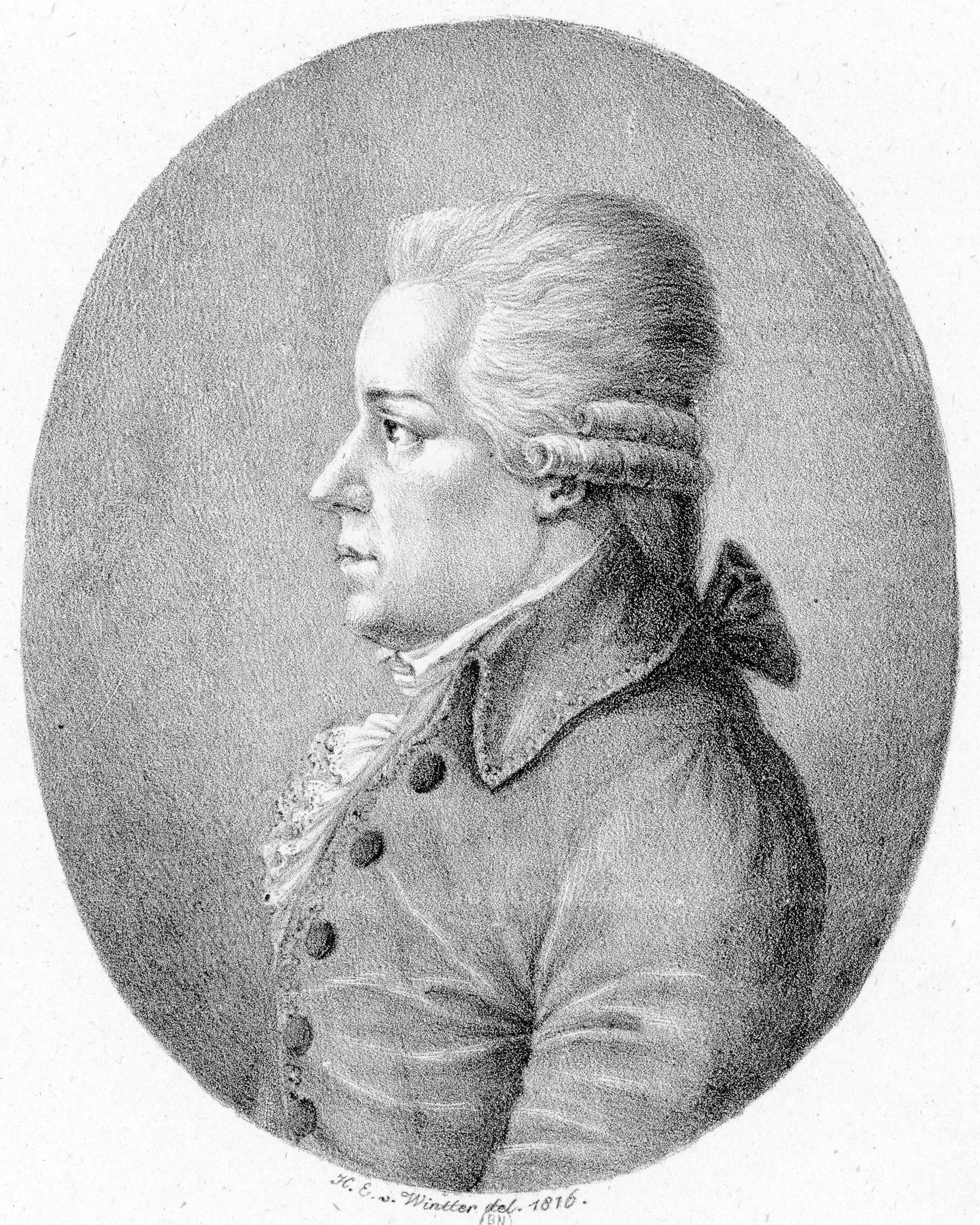
Carl Ditters von Dittersdorf, autor del tema en que se basan la variaciones.

La composición de esta obra se cree que pudo desarrollarse en 1792, cuando el compositor tenía alrededor de 22 años. Aunque los estudiosos han demostrado que fue esbozado por primera vez en 1792, durante el último año de Beethoven en Bonn, nadie ha determinado con exactitud cuándo fue terminado. Al final de su vida, Beethoven había compuesto casi setenta series de variaciones. La mayoría de las primeras se basaban en temas de otros compositores y no recibieron números de opus, que Beethoven reservaba para lo que consideraba sus obras más sustanciales y relevantes.
Siguiendo una práctica habitual de la época, Beethoven incorporó en esta obra variaciones sobre temas operísticos populares. En este caso utilizó como punto de partida el aria "Ja, ich muss mich von ihr scheiden" (Sí, debo separame de ella) perteneciente a la ópera Das rote Käppchen (La gorra roja) de Carl Ditters von Dittersdorf. Este singspiel se estrenó en Viena en 1788 y llegó a Bonn en 1792, durante los últimos meses que el compositor permaneció allí. Beethoven tomó un pequeño fragmento de la melodía de una de sus piezas más populares, que es un aria cantada por Hans Christoph Nitsche, el alcalde del pueblo que anuncia que debe dejar a su mujer. Es posible que lo compusiera como Finale del Trío en mi bemol mayor, Op. 1 nº 1, escrito antes de 1794 y revisado en 1795, antes de su publicación.

### Publicación
La primera publicación de la pieza fue llevada a cabo por la editorial Hoffmeister en 1804 en Leipzig, asignándole el número de opus 44 más de una década después de que Beethoven comenzara a escribirla.

## Estructura y análisis
La pieza consta de los siguientes movimientos o secciones: tema, 14 variaciones y coda.
- Tema. Andante, en mi bemol mayor 2
2
- Variación I, en mi mayor 2
2
- Variación II, en mi mayor 2
2
- Variación III, en mi bemol mayor 2
2
- Variación IV, en mi bemol mayor 2
2
- Variación V, en mi bemol mayor 2
2
- Variación VI, en mi bemol mayor 2
2
- Variación VII. Largo, en mi menor 6
8
- Variación VIII. Un poco adagio, en mi bemol mayor 2
2
- Variación IX. Tempo primo, en mi mayor 2
2
- Variación X, en mi mayor 2
2
- Variación XI, en mi bemol mayor 2
2
- Variación XII, en mi bemol mayor 2
2
- Variación XIII. Adagio, en mi menor 2
2
- Variación XIV. Allegro, en mi mayor 6
8
- Coda. Andante – Presto, en mi mayor 2
2

La interpretación de la obra dura aproximadamente entre 13 y 14 minutos. 

### Tema. Andante
El tema, marcado Andante, está escrito en la tonalidad de mi bemol mayor y en compás de 2/2. Se trata de una obsesiva serie de arpegios sobre la tríada tónica sencillos y sin adornos que son ejecutados al unísono de octava por los tres intérpretes. En la segunda mitad de sus ocho compases pasa a la dominante.

### Variaciones I–XIV
Las catorce variaciones son decorativas siguiendo la tradición del siglo XVIII, que siempre permite reconocer el tema fácilmente. Sin embargo, presentan caracteres y texturas contrastantes. Todas ellas mantienen el ritmo alla breve del tema salvo las n.º 7 y 14 que están en compás de 6/8. En las variaciones se desarrollan varios rasgos del tema, incluida una larga pausa sobre si bemol y la prominencia de la subdominante, la bemol mayor.
- Variación I: en mi mayor. Predomina el piano que adorna la melodía del tema rellenando muchos de los espacios de los arpegios originales.[4]
- Variación II: en mi mayor. El piano domina y adorna el tema, esta vez en solitario.
- Variación III: en mi bemol mayor. El violín presenta tresillos de corchea que se contraponen a pares de corcheas del piano, produciendo un agradable y fluido movimiento.[5]
- Variación IV: en mi bemol mayor. El violín descansa y el violonchelo retoma el patrón de corcheas del piano. Beethoven acentúa aquí la alternancia entre tónica y subdominante en los últimos compases del tema a través de si naturales que progresan a do naturales.[5]
- Variación V: en mi bemol mayor. Vuelven los tresillos, esta vez en la activa parte del piano.
- Variación VI, en mi bemol mayor. Se abre con los tres instrumentos a la vez.[4]
- Variación VII. Largo, en mi menor. La obligada variación menor contrasta con el resto con su tempo pausado y su métrica en 6/8. Se enfatiza de nuevo la subdominante creando una cadencia sobre esa armonía después de nueve compases.[5]
- Variación VIII. Un poco adagio, en mi bemol mayor. Cuando el compás de 2/2 regresa, las cuerdas tocan tresillos de corcheas esbozando las armonías mayores originales del tema. En el punto central de la variación el si bemol mantenido, ahora una tríada tónica completa, se expande a una breve cadenza rítmicamente libre para el piano. Este fue un recurso que Beethoven también empleó en su anterior Sonata para piano, Op. 31 n.º 2 y en la posterior Sinfonía n.º 5.[5]
- Variación IX. Tempo primo, en mi mayor. Los huesos desnudos de un tema ya desnudo son todo lo que queda, mientras el piano trina hasta el final.[5]
- Variación X, en mi mayor. Las cuerdas empiezan interpretando el tema original. Es sincopada y vigorosa.[3]
- Variación XI, en mi bemol mayor. Es un diálogo casi exageradamente reservado.[3] Aparecen giros decorativos en las cuerdas mientras el piano invierte los arpegios del tema con ritmo de tresillos.[5]
- Variación XII, en mi bemol mayor. El suave deambular se ve interrumpido por un tosco estallido en fortissimo.[3] Utiliza los tres instrumentos antifonalmente sobre un acompañamiento de tresillos de la mano izquierda del piano bajo un patrón rítmico con puntillo que pierde el foco en la forma del tema.[4]
- Variación XIII. Adagio, en mi menor. Esta es la otra variación en tono menor y tempo lento del conjunto. Presenta bruscos cambios de dinámica.[4]
- Variación XIV. Allegro, en mi mayor y en 6/8. El inicio es dinámico y alegre, en estilo de caza.[3]

### Coda. Andante – Presto
La coda, Andante – Presto, está en mi mayor y retoma el 2/2. Empieza en un Andante, que recuerda a la variación n.º 13 y presenta el tema en do menor. La obra se cierra en tempo Presto que es dirigido por el piano.

## Discografía selecta
- 1965 – Beaux Arts Trio (Philips).
- 1969 – Daniel Barenboim piano, Pinchas Zukerman violín, Jacqueline du Pré violonchelo (EMI Classics).
- 1969 – Wilhelm Kempff piano, Henryk Szeryng violín, Pierre Fournier violonchelo (DG).
- 1970 – Eugene Istomin piano, Isaac Stern violín, Leonard Rose violonchelo (Columbia).
- 1984 – Borodin Trio (Chandos).
- 1986 – Vladímir Ashkenazi piano, Itzhak Perlman violín, Lynn Harrell violonchelo (EMI Classics).
- 1994 – Stuttgart Piano Trio (Naxos).[4]
- 1999 – Guarneri Trio Prague (Harmonia Mundi).
- 2004 – Florestan Trio (Hyperion).[8]
- 2012 – Trío Wanderer (Harmonia Mundi).